# علم كوستاريكا
أعتمد علم كوستاريكا في 27 تشرين الثاني - نوفمبر من سنة 1906 ويتكون العلم الكوستاريكي من خمسة أشرطة أفقية من ألوان الأزرق والأبيض والأحمر والأبيض والأزرق، والعلم الكوستاريكي مشابه للعلم الكوري الشمالي على الرغم من اختلاف تناسبات العلم والألوان الأفقية الخمسة والرمز في وسط الدائرة البيضاء.

## معنى ألوان العلم
- الأزرق: يرمز إلى البحر الكاريبي والمحيط الهادئ.
- الأبيض: يرمز إلى السلام والحكمة والسعادة.
- الأحمر: يرمز إلى دماء الشهداء الذين ضحوا من أجل الاستقلال.

## الخلفية
قامت كوستاريكا بتغيير أعلامها من عام 1785 حتى الوقت الحاضر. الأول هو علم إسبانيا الذي أصدره كارلوس الثالث (1785-1821)، وفي عام 1823، تبنت كوستاريكا علمًا بحقل أبيض اللون تتوسطه نجمة سداسية حمراء. في عام 1824، عندما انضمت كوستاريكا إلى محافظات أمريكا الوسطى المتحدة، تبنت كوستاريكا العلم الفيدرالي كثالث علم لها، مستوحًى من علم الأرجنتين وله ثلاثة شرائط أفقية، الجزئين العلوي والسفلي لونهما أزرق بينما الجزء المركزي لونه أبيض.

## التاريخ
خلال معظم الفترة الاستعمارية، كانت كوستاريكا المحافظة الواقعة في أقصى الجنوب من إقليم غواتيمالا التابع لمستعمرة إسبانيا الجديدة الإسبانية (أي المكسيك)، ولكنها في الواقع تعمل ككيان مستقل إلى حد كبير داخل الإمبراطورية الإسبانية. على هذا النحو، كانت أراضي كوستاريكا الحالية مغطاة بأعلام الإمبراطورية الإسبانية المختلفة حتى عام 1821.
في عام 1823، أطاحت الثورة المكسيكية بالإمبراطور أغوستين دي إتوربيدي وصوت المؤتمر المكسيكي الجديد على منح انفصاليي أمريكا الوسطى بمن فيهم انفصاليو كوستاريكا حق تقرير مصيرهم. تشكلت جمهورية أمريكا الوسطى الاتحادية من 5 ولايات تحت قيادة الجنرال السلفادوري مانويل خوسيه ارسي لكن الاتحاد لم يكن قويًا كفاية وسرعان ما تفكك تحت ضغوط التنافس بين المحافظات.
كانت كوستاريكا جزءًا من جمهورية أمريكا الوسطى الاتحادية (المعروفة أصلاً باسم "محافظات أمريكا الوسطى المتحدة")، وهي دولة ذات سيادة في أمريكا الوسطى تمتد من المكسيك شمالاً إلى برزخ بنما جنوباً، والتي تتكون من أراضي القبطانية العامة لغواتيمالا. كانت ديمقراطية جمهورياتية استمرت من يوليو 1823 إلى 1841. خلال هذه الفترة، استخدمت كوستاريكا علم محافظات أمريكا الوسطى المتحدة الذي تم تعزيزه من خلال الاختلافات الخاصة بدولة كوستاريكا داخل محافظات أمريكا الوسطى المتحدة (علم المحافظات المتحدة مخطط باللونين الأزرق والأبيض، مع إضافة ختم دولة كوستاريكا).
عندما تم حل جمهورية أمريكا الوسطى الاتحادية بشكل غير رسمي بحلول عام 1841، قامت كوستاريكا بإجراء تعديل إضافي على الاختلاف المحدد لعلم محافظات أمريكا الوسطى المتحدة.
في 29 سبتمبر 1848، تم إنشاء تصميم جديد مميز بناءً على اقتراح باسيفيكا فرنانديز، زوجة الرئيس الراحل خوسيه ماريا كاسترو مادريز، وأوصت بإضافة شريط أحمر إلى منتصف العلم. العلم الكوستاريكي هو أقدم علم خماسي الألوان لا يزال قيد الاستخدام الوطني منذ عام 1848، وقد أثر نمطه على تصاميم كلٍ من علم تايلاند (منذ 1917، مع عكس اللونين الأزرق والأحمر مكان بعضهما البعض) وعلم كوريا الشمالية (منذ 1948، مع اختلاف تناسبات العلم والألوان الأفقية الخمسة والرمز في وسط الدائرة البيضاء).

## مواصفات العنصر المركزي

شعار كوستاريكا

تم تصميم شعار كوستاريكا في عام 1848 ووضع في وسط العلم. وفي عام 1906، عندما تم تعديل شعار النبالة، تم وضع التحديث في قرص أبيض على الشريط المركزي الأحمر للعلم، وبعد ذلك على شكل بيضاوي، تم وضعه في اتجاه الرافعة.
يصور شعار النبالة برزخ بنما بين المحيط الهادئ والبحر الكاريبي، مع ثلاثة براكين يميزها الدخان. ترمز النجوم السبعة إلى محافظات كوستاريكا السبعة. يتم تمرير الاسم الرسمي الإسباني للبلاد على لافتة بيضاء "República de Costa Rica" (جمهورية الساحل الغني)، واتحاد أمريكا الوسطى معترف به في اللفيفة الزرقاء السماوية العليا "América Central"، مشيرًا إلى محافظات أمريكا الوسطى المتحدة السابقة.

## أعلام تاريخية

العلم الاستعماري لمحافظة كوستاريكا كجزء من إسبانيا الجديدة مابين عامي 1541-1785.
العلم الاستعماري لمحافظة كوستاريكا كجزء من إسبانيا الجديدة مابين عامي 1785-1821.
علم نية كوستاريكا كجزء من الإمبراطورية المكسيكية الأولى مابين عامي 1821-1823.
علم كوستاريكا المحلي مابين عامي 1821-1823.
علم كوستاريكا مابين عامي 1823-1824.
علم كوستاريكا كجزء من محافظات أمريكا الوسطى المتحدة مابين 4 أذار إلى 2 تشرين الثاني من سنة 1824.
علم كوستاريكا مابين 2 تشرين الثاني إلى 22 تشرين الثاني من سنة 1824.
علم كوستاريكا مابين عامي 1824-1840.
علم كوستاريكا مابين عامي 1840-1842.
علم كوستاريكا مابين عامي 1842-1848.
علم كوستاريكا مابين عامي 1848-1906.
علم كوستاريكا مابين عامي 1906-1964.
علم كوستاريكا مابين عامي 1964-1998.

## أعلام مقترحة

علم كوستاريكا المقترح عام 1845.

## أعلام مشابهة
الجدير ذكره أن علم كوستاريكا مشابه لعلم تايلاند الذي اعتمد بعد 68 سنة في عام 1917 ولكن بترتيب معاكس لترتيب ألوان علم كوستاريكا، ويشبه أيضاً علم كوريا الشمالية الذي اعتمد بعد نحو 99 سنة في عام 1948 ولكن بترتيب مماثل لترتيب ألوان علم كوستاريكا.

علم تايلاند
علم كوريا الشمالية
علم الرأس الأخضر